# Горунешти (Балчешти)
Горунешти (рум. Gorunești) насеље је у Румунији у округу Валча у општини Балчешти. Oпштина се налази на надморској висини од 253 m.

## Становништво
Према подацима из 2002. године у насељу је живело 853 становника, од којих су сви румунске националности.